# Lomis hirta
Super-famille
Famille
Genre
Espèce
Synonymes
- Porcellana hirta Lamarck, 1818[2]

Lomis hirta, communément appelé Crabe de pierre, est une espèce de crustacés décapodes, la seule du genre Lomis, de la famille des Lomisidae et de la super-famille des Lomisoidea.

## Description et caractéristiques
C'est un petit crabe (15-25 mm), d'aspect particulièrement trapu et solide, couvert d'un duvet de poils qui lui servent à se camoufler parmi les rochers couverts d'algues. 

## Habitat et répartition
Cette espèce est endémique du sud de l'Australie. 

## Classification
C'est une espèce particulièrement isolée, seule membre de son groupe. Sa position phylogénétique n'est pas encore connue avec certitude. 
Selon World Register of Marine Species (4 septembre 2015) :
- famille Lomisidae Bouvier, 1895
  - genre Lomis H. Milne Edwards, 1837
    - espèce Lomis hirta (Lamarck, 1818)